# Brefeldin A
Brefeldin A je laktonové antivirotikum vytvářené houbou Penicillium brefeldianum.
Brefeldin A nepřímo inhibuje přenos proteinů z endoplazmatického retikula do Golgiho aparátu tím, že brání jejich navázání na komplex COPI.
Brefeldin A byl původně izolován jako možné antivirotikum, ale hlavní využití nachází při výzkumu přenosu proteinů.

## Historie
Tato sloučenina získala název podle houby z rodu Penicillium nazývané Eupenicillium brefeldianum, ale vyskytuje se v řadě dalších hub z několika rodů. Poprvé tuto látku izoloval V. L. Singleton v roce 1958 z Penicillium decumbens a nazval ji „dekumbin“. V roce 1971 určil H. P. Siggs chemickou strukturu látky a od této doby bylo nalezeno několik jejích totálních syntéz. Další výzkum zpomalilo zjištění, že antivirotická aktivita brefeldinu A je nízká; po objevu mechanismu, kterým narušuje přenos proteinů, v roce 1985, a cytotoxicity vůči některým nádorovým buňkám se znovu rozběhl.

## Fyzikální vlastnosti
Brefeldin A vytváří v čisté podobě bílé krystaly, jeho roztoky jsou čiré a bezbarvé. Rozpouští se v methanolu (10 g/l), ethanolu (5 g/l), dimethylsulfoxidu (20 g/L), acetonu, a ethylacetátu (1 g/l) a téměř se nerozpuští ve vodě.

## Mechanismus působení

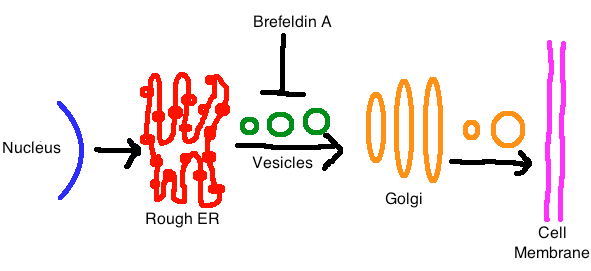
Brefeldin A inhibuje tvorbu transportních váčků a přenos z endoplzmatického retikula do Golgiho aparátu, což vyvolává kolaps Golgiho aparátu do endoplazmatického retikula spojením membrán.

V buňkách savců a kvasinek je pravděpodobnou cílovou molekulou brefeldinu A faktor pro výměnu guaninových nukleotidů (GEF) nazývaný GBF1.
GBF1 patří mezi skupinu GEF nazvanou Arf; tyto proteiny působí na membránách Golgiho aparátů. Reguluje GTPázu Arf1p skrz přeměnu neaktivního Arf1p vázaného na GDP na aktivní formu vázanou na GTP. Výměna nukleotidů probíhá na katalytické doméně Sec7 proteinu GBF1. Aktivovaný Arf1p následně vyvolá navázání proteinu β-COP, podjednotky komplexu COP-I, na receptory na membráně. Tento děj je nezbytný pro správnou tvorbu transportních váčků. Brefeldin A nekompetitivně inhibuje funkci GBF1 navázáním se na komplex GDP a Arf1p, po němž je znemožněna přeměna na formu s navázaným GTP. Nepřítomnost aktivního Arf1p prevents zabraňuje zapojení proteinů, což následně spouští spojování membrán sousedních endoplazmatických retikulí a Golgiho aparátů kvůli nevytváření váčků, které poté způsobí hromadění SNARE proteinů v Golgiho aparátech; proteiny ze skupiny SNARE řídí spojování membrán postulated a jejich hromadění v Golgiho aparátu zvyšuje pravděpodobnost spojování membrán Golgiho aparátů s membránami endoplazmatických retikulí. Takováto spojení vyvolávají proces nazývaný ER stres, který může vést až k apoptóze.

## Toxicita
Toxologické účinky brefeldinu A nejsou prozkoumány podrobně; makrolidová antibiotika, obsahující podobné makrocyklické laktonové kruhy, mívají jako nejčastější vedlejší účinky trávicí potíže.
Některé makrolidy mohou vyvolávat alergické reakce; u brefeldinu A jsou vzácné, ale nelze je vyloučit. Tato látka se může vázat na hemoglobin a narušovat přenos kyslíku, a tím vyvolávat methemoglobinémii; tato vlastnost ale nebyla potvrzena. Brefeldin A není povážován za výrazně nebezpečný při přímém styku s kůží nebo očima, pouze způsobuje přechodné posráždění. Při vdechnutí způsobuje podráždění dýchací soustavy.